# 微信小程序
微信小程序 (英語：Wechat Mini Program) 是腾讯于2017年1月9日推出的一种不需要下载安装，即可在微信平台上使用的應用程式，主要提供给企业、政府、媒体、其他组织或个人的开发者在微信平台上提供服务。

## 历史
2017年1月9日，微信创始人张小龙在2017微信公开课Pro上发布的小程序正式上线。
2017年12月28日，微信更新的6.6.1版本开放以小程序开发游戏，微信启动页面强制开屏小游戏「跳一跳」。
2018年11月，在第五届世界互联网大会“世界互联网领先科技成果发布活动”上，微信小程序入选“年度15项代表性领先科技成果”。
2018年1月，微信平台小程序突破58万，日活跃用户超过1.7亿。　
截止2018年3月，微信小程序用户规模突破4亿，小游戏类微信小程序占比达28%。
2021年，日活超4.5亿，开发者突破300万。

## 平台规则

### 开放注册类型
企业、政府、媒体、其他组织（不属于政府、媒体、企业或个人的类型）或个人可以注册。

### 费用
企业、政府、媒体、其他组织注册小程序，需要进行微信认证，认证费用为300元。
如该企业已有微信公众号，可以用微信公众号快速创建小程序账号，以此创建的小程序无需认证。
个人注册主体无法认证，故无需缴纳300元认证费用，但会有功能限制。

### 开放类目
| 一级分类     | 二级分类          |
| ------------ | ----------------- |
| 快递业与邮政 | 快递、物流        |
| 快递业与邮政 | 邮政              |
| 快递业与邮政 | 装卸搬运          |
| 教育         | 教育信息服务      |
| 教育         | 特殊人群教育      |
| 教育         | 婴幼儿教育        |
| 教育         | 在线教育          |
| 教育         | 教育装备          |
| 出行与交通   | 代驾              |
| 生活服务     | 票务              |
| 生活服务     | 生活缴费          |
| 生活服务     | 家政              |
| 生活服务     | 外送              |
| 生活服务     | 环保回收/废品回收 |
| 生活服务     | 摄影/扩印         |
| 生活服务     | 婚庆服务          |
| 餐饮         | 点评与推荐        |
| 餐饮         | 菜谱              |
| 餐饮         | 餐厅排队          |
| 旅游         | 旅游攻略          |
| 旅游         | 出境 WiFi         |
| 工具         | 记账              |
| 工具         | 日历              |
| 工具         | 天气              |
| 工具         | 办公              |
| 工具         | 字典              |
| 工具         | 图片/音频/视频    |
| 工具         | 计算类            |
| 工具         | 报价/比价         |
| 工具         | 信息查询          |
| 工具         | 效率              |
| 工具         | 预约              |
| 工具         | 健康管理          |
| 工具         | 企业管理          |
| 商业服务     | 法律服务          |
| 商业服务     | 一般财务服务      |
| 商业服务     | 农林牧渔          |
| 体育         | 体育培训          |
| 体育         | 在线健身          |

## 技术细节

### 开发语言与框架
- WXML：类似于HTML，用于描述小程序的页面结构。
- WXSS：类似于CSS，用于设置小程序的样式。
- WXS：符合ES6的JavaScript，用于编写小程序的逻辑处理部分。[7]

### 开发工具
小程序开发需要用到微信提供的微信开发者工具，支持Windows及macOS。

## 相关事件
2018年年初，微信小程序上出现“同住酒店拼房”的小程序，主要用于“床位共享”。
引发争议后，湖南长沙市公安机关对其进行查封。